# Karol Stome
Karol Stome (* 19. února 1934) je český právník, bývalý československý politik, po sametové revoluci poslanec Sněmovny národů Federálního shromáždění za Občanské fórum, později za ODS.

## Biografie
K roku 1989 se profesně uvádí jako advokát AP Plzeň, bytem Plzeň. Uváděn je v pramenech jako české i slovenské národnosti.
V prosinci 1989 zasedl v rámci procesu kooptací do Federálního shromáždění po sametové revoluci jako bezpartijní poslanec, respektive poslanec za OF, do české části Sněmovny národů (volební obvod č. 27 - Plzeň-sever-Rokycany, Západočeský kraj). Mandát za OF obhájil ve volbách roku 1990, přičemž v roce 1991 přešel po rozkladu Občanského fóra do poslaneckého klubu ODS. Opětovně byl za ODS zvolen ve volbách roku 1992. Ve Federálním shromáždění setrval do zániku Československa v prosinci 1992.